# 박재경
박재경(朴在慶, 1933년 6월 10일 ~ )은 조선민주주의인민공화국의 군인 겸 정치인이다. 조선인민군 대장으로 인민무력부 부부장 겸 당 중앙위원회 위원이다. 최고인민회의 제12기 대의원이다.

## 경력
1933년 일제강점기에 함경북도에서 태어났다. 김일성군사종합대학을 졸업했으며, 1985년 2월 조선인민군 소장 계급으로 총정치국 선전부장에 올랐다. 1989년 인민군 4군단 정치위원을 맡았으며, 1993년 1월 인민군 중장으로 진급했다. 같은해 12월 보궐선거를 통해 당 중앙위 후보위원으로 선출되었고, 1994년 6월 인민군 상장으로 한 계급 승진했다. 9월에는 인민군 총정치국 선전부 총국장에 임명되었다.
1995년 8월 다시 당 중앙위 후보위원에 선출되었다. 1997년 2월 인민군 대장에 올랐다. 2007년 이후 인민무력부 부부장으로 있다. 2010년 9월, 조선로동당 중앙위원회 위원에 선임되었다.
특이이력으로는, 1968년 청와대 기습 미수사건인 1.21사태 당시, 김신조 등과 함께 남파되었으나, 작전실패후에 극적으로 군경 포위망을 뚫고 월북하였다.

## 최고인민회의 대의원
1998년 최고인민회의 제10기 대의원, 2003년 제11기 대의원을 지냈다. 2009년 4월이후 제12기 대의원이다.

## 기타
1994년 김일성, 1995년 오진우, 2005년 연형묵, 2008년 박성철, 2010년 조명록, 2011년 김정일 사망 당시에 국가 장의위원회 위원을 맡았다.

## 같이 보기
- 조선민주주의인민공화국의 정치